# 1958 en photographie
| Années de la photographie : 1955 - 1956 - 1957 - 1958 - 1959 - 1960 - 1961    |
| Décennies de la photographie : 1920 - 1930 - 1940 - 1950 - 1960 - 1970 - 1980 |

Cet article présente les faits marquants de l'année 1958 en photographie.

## Évènements

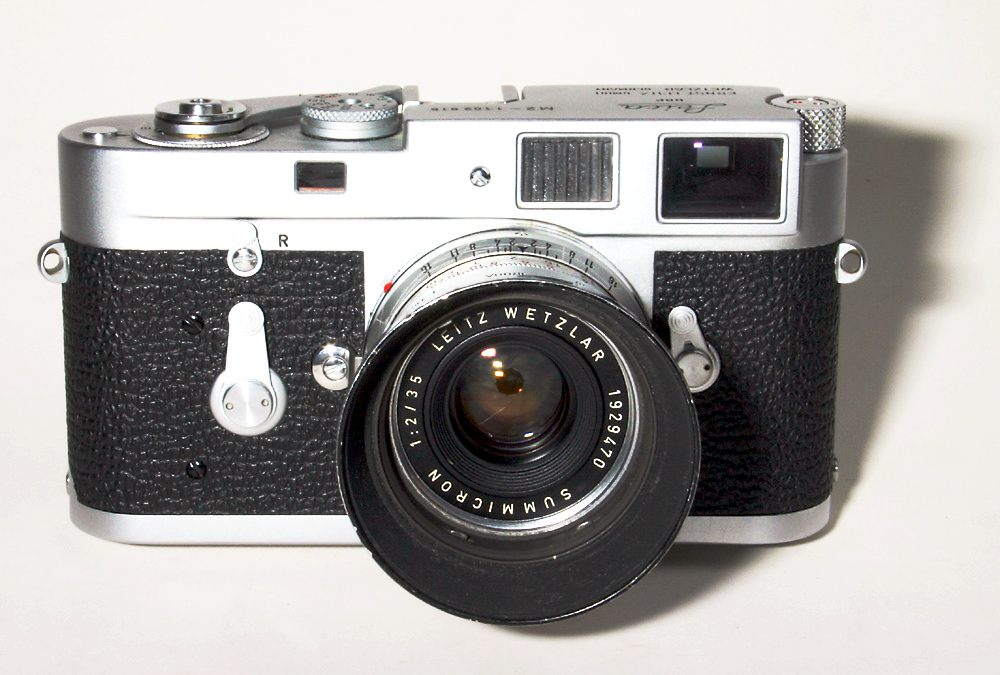
Leica M2.

- Création au Japon de l'École de photographie de Tokyo et de l'Association des photographes publicitaires du Japon.
- Le photographe malien Malick Sidibé ouvre un studio photographique à Bamako[1].
- Beaumont Newhall quitte le Museum of Modern Art (MoMA) de New York, où il a créé en 1940 un département spécifique consacré à la photographie (Edward Steichen est nommé à sa tête), et devient directeur du Musée international de la Photographie à la George Eastman House.
- La Fédération photographique de France adhère à la Fédération internationale de l'art photographique (FIAP).
- La firme allemande Leica commercialise le Leica M2, un appareil photographique télémétrique, une version moins chère du Leica M3.
- La marque française d'appareils photographiques Foca commercialise le Focaflex, un appareil à visée reflex directe.

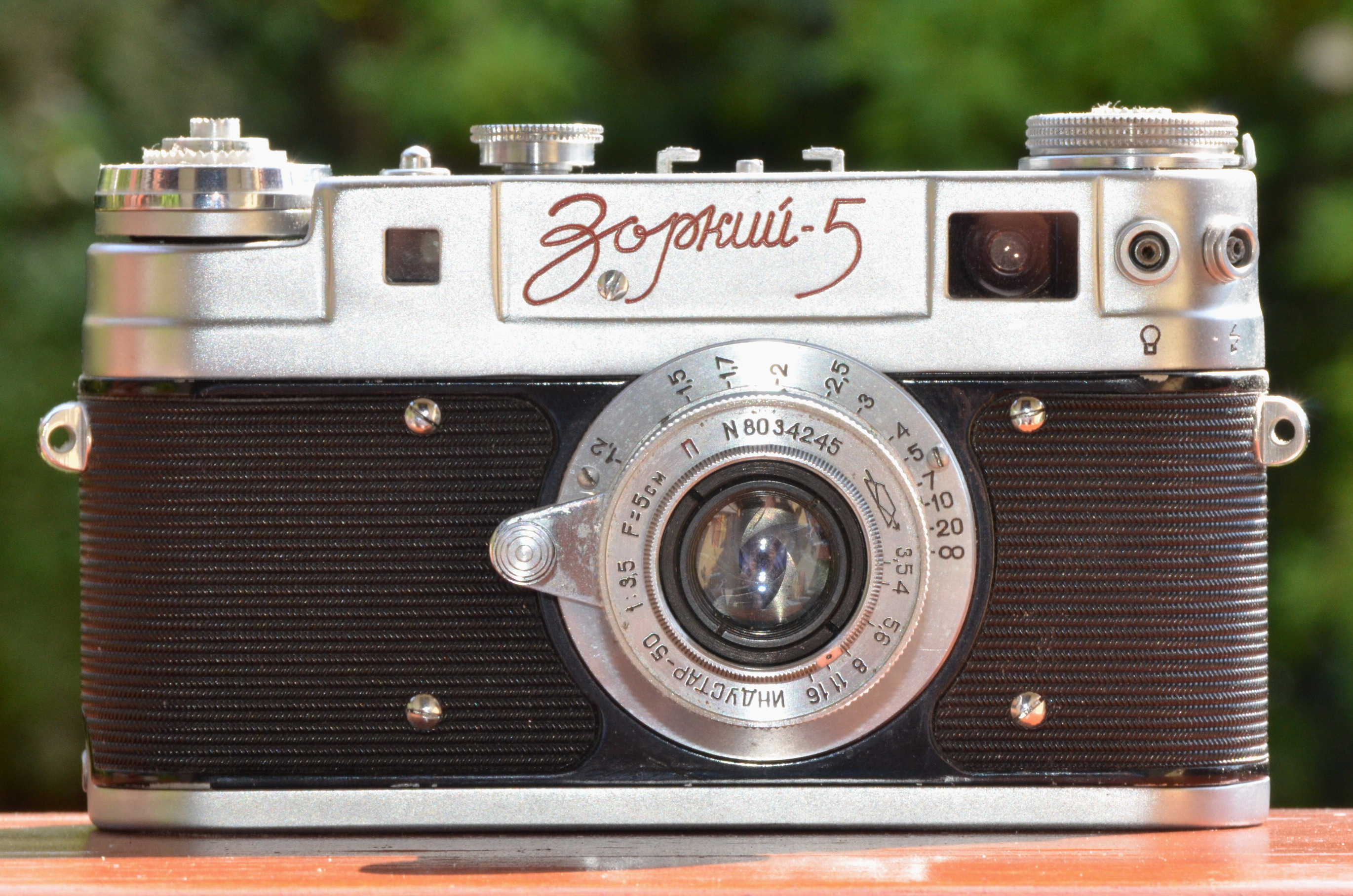
Modèle Zorki 5.

- Les usines soviétiques KMZ (Krasnogorski mekhanitcheski zavodn) installées à Krasnogorsk commercialisent les appareils photographiques Zorki 5 et Zorki 6.
- La firme japonaise Nikon cesse la commercialisation du Nikon S2, un appareil photographique télémétrique.
- Création de la marque japonaise Bronica (en japonais : ゼンザブロニカ) d'appareils photographiques argentiques moyen format et d'équipements photographiques[2].

## Photographies notables
- Ansel Adams, Aspens, Northern New Mexico (en)[3].

## Livres de photographies
- Robert Frank, Les Américains, Paris, éditions Robert Delpire.
- Samivel, Univers géant, Grenoble, Arthaud, 124 p.[4].
- Le Second Empire vous regarde, photographies d'Adolphe Braun, texte de Claude Roy, Souillac, Le Point - Mulhouse-Dornach, imprimerie Braun et Cie[5].
- Sculptures romanes des Musées de France, texte de Pierre Pradel, photographies d'Emmanuel Sougez, Paris, La Cordelle, 62 p.[5].

## Études, essais, articles
- Anna Fárová, Henri Cartier-Bresson, Prague, Státni nakïadetelstvi krásné literatury, hudby a umeni, 1958 : c'est la première monographie publiée consacrée à Cartier-Bresson, retraçant la chronologie de son oeuvre, comme pour un peintre ; c'est une première en Europe pour un photographe[6].
- Gérard de Vaucouleurs , La photographie astronomique, du daguerréotype au télescope électronique, Paris, Albin Michel, coll. « Cahiers de la collection sciences d'aujourd'hui », 128 p.-XVIII pl. (lire en ligne ).

## Expositions
- 11 janvier - 9 février : Poesie der Photographie. Lucien Clergue, Kunstgewerbemuseum, Zurich

## Prix et récompenses
- Prix Niépce : René Basset.
- Prix Nadar : Michel Cot.
- Médaille David-Octavius-Hill : Erna Lendvai-Dircksen.
- Prix Robert Capa Gold Medal : Paul Bruck.
- Prix Pulitzer de photographie : William C. Beall (en), photographe pour le Washington Daily News, Faith and Confidence (en), photographie publiée le 11 septembre 1957 montrant un enfant de 2 ans questionnant un officier de police[7].
- : Prix de la Société de photographie du Japon / prix annuel : Hiroshi Hamaya.
- World Press Photo of the Year : non décerné.

## Naissances
- 10 février : Thomas Ruff, photographe allemand.
- 15 mars : José Maria Rodríguez Madoz, dit Chema Madoz, photographe espagnol.
- 19 mars : Thibaut Cuisset, photographe français, mort le 19 janvier 2017.
- 3 avril : Francesca Woodman, photographe américaine, morte le 19 janvier 1981.
- 12 avril : Lise Sarfati, photographe française, lauréate en 1996 du Prix Niépce et de l'Infinity Award du photojournalisme.
- 12 août : Pascal Rostain, photographe français.
- 1er septembre : Pia Arke, artiste, performeuse et photographe groenlandaise, morte en mai 2007.
- 7 septembre : Jean-Marie Fadier, photographe et plasticien français.
- 1er octobre : Ivan Terestchenko, photographe et sculpteur franco-britannique.
- 24 novembre : Nick Knight, photographe de mode britannique.
- 18 décembre : Isabel Ellsen, reporter, photographe de guerre et romancière française, morte le 18 octobre 2012.

- Date précise inconnue ou non renseignée :
  - Juan Manuel Castro Prieto, photographe espagnol.
  - Sheba Chhachhi, photographe indienne d'origine éthiopienne.
  - Rosalie Favell, artiste et photographe canadienne.
  - Bertrand Lavédrine, historien de la photographie français, spécialisé dans les techniques, la conservation et la restauration du patrimoine photographique, particulièrement des autochromes.
  - Christopher Morris, photographe de guerre américain, l'un des membres fondateurs de l'Agence VII.

## Décès
- 1er janvier : Edward Weston, photographe américain, cofondateur en 1932 du Groupe f/64, né le 24 mars 1886[8].
- 22 juillet : Heinz Ritter, reporter-photographe et directeur de la photographie allemand, né le 6 août 1912.
- 17 octobre : Paul Outerbridge, photographe américain, né le 15 août 1896.
- 10 novembre : Lizzie Caswall Smith, photographe britannique, née le 10 novembre 1870.
- 27 décembre : Batty Fischer, photographe luxembourgeois, né le 24 juillet 1877.

- Date précise inconnue ou non renseignée :
  - Pere Casas Abarca, photographe espagnol, né le 24 avril 1878.
  - Rita Martin, photographe anglaise, née en 1875.

## Célébrations
Centenaire de naissance
- Frédéric Boissonnas
- Jacques-Ernest Bulloz
- Victor Camus
- Manuel Compañy
- Dornac
- Pierre Camille Victor Huas
- Albert Londe
- Charles Mendel
- Alexandre Michon
- Alphonse de Nussac
- Luis de Ocharan
- Sarah Choate Sears
- Paul Sescau
- Horatio Walker
- Heinrich Zille

Centenaire de décès
- Charles-Isidore Choiselat
- Robert Howlett
- Hugh Lee Pattinson